# Karol Mieczysław Prosnak
Karol Mieczysław Prosnak (ur. 14 września 1898 w Pabianicach, zm. 28 października 1976 w Łodzi) – polski kompozytor i dyrygent.

## Życiorys
Uczył się gry na fortepianie w Konserwatorium Muzycznym Heleny Kijeńskiej, Szkole Muzycznej przy Towarzystwie im. Fryderyka Chopina w Łodzi oraz Instytucie Aleksandra Türnera, w którym studiował także dyrygenturę. Dalsze studia teorii muzyki i dyrygentury pobierał w Wilnie (u Adama Wyleżyńskiego). Od 1920 był dyrygentem Towarzystwa Śpiewaczego "Lutnia" i Towarzystwa Śpiewaczego im. Stanisława Moniuszki w Pabianicach. Od 1924 mieszkał w Łodzi, gdzie został kierownikiem chóru mieszanego i żeńskiego oraz orkiestry symfonicznej Towarzystwa Śpiewaczego im. Stanisława Moniuszki. Od 1925 do 1926 dyrygował orkiestrą Teatru Popularnego. W 1930 został dyrygentem chóru męskiego "Echo", zaś w 1938 - chóru Harmonia. Współpracował także z innymi chórami, np. "Pobudka", Stowarzyszenia Urzędników Skarbowych, Państwowej Wytwórni Wódek, Klubu Pracowników Elektrowni, Związku Zawodowego Pracowników Spółdzielczych, Zakładów Graficznych Robotniczej Spółdzielni Wydawniczej "Prasa", Miejskiego Przedsiębiorstwa Komunikacyjnego. Wraz z prowadzonymi przez siebie chórami występował gościnnie w Filharmonii Łódzkiej, m.in. w wykonaniu kantaty "Widma", "Sonetów krymskich" i "Litanii Ostrobramskiej" Stanisława Moniuszki. 
W 1924 dyrygowany przez niego chór Towarzystwa Śpiewaczego im. Stanisława Moniuszki zdobył I nagrodę w kategorii chórów mieszanych na II Wszechpolskim Zjeździe Śpiewaczym w Poznaniu w 1924.
Okres okupacji hitlerowskiej spędził w Borowcu koło Piotrkowa Trybunalskiego. Od maja 1945 do 1972 był ponownie dyrygentem chóru "Echo". Jest patronem ulicy w Pabianicach.

## Ważniejsze kompozycje
- Berceuse na fortepian solo (1911)
- Piosenka z chłopięcych lat na głos i fortepian (1913)
- Kołysanka na chór a cappella (1916)
- Wicher jęczy za oknami na głos i fortepian (1917)
- Zwrotki jesienne na głos i fortepian (1917)
- Petite Valse na fortepian solo (1918)
- Mazurek fis-moll na fortepian (1919)
- Żołnierska krew na głos i fortepian (1919)
- Pieśni na głos i fortepian (1920-21)
- Nad kołyską na głos i fortepian (1921)
- Nokturn na głos i fortepian (1921)
- Sad na głos i fortepian (1921)
- Serce mi się wciąż wyrywa na głos i fortepian (1921)
- Wesele, poemat ludowy na chór mieszany, głos solowy i fortepian (lub orkiestrę symfoniczną) (1922)
- Jesienne złoto drzew na głos i fortepian (1922)
- Kołysanka do słów Karola Prosnaka na głos i fortepian (1922)
- Na strunach zbóż na głos i fortepian (1922)
- Trzy pieśni na głos i fortepian (1922)
- W wieczorną ciszę na głos i fortepian (1922)
- Romans na chór a cappella (1922)
- Walc sentymentalny na fortepian solo (1923)
- Głusza na głos i fortepian (1923)
- I już nie więcej na głos i fortepian (1923)
- Jesienne kwiaty na głos i fortepian (1923)
- Przyjdź na głos i fortepian (1923)
- Sonety bezsłoneczne na głos i fortepian (1923)
- Moje skrzypki na chór a cappella (1923)
- Suita amusante na chór a cappella (1923)
- Impromptu na fortepian solo (1924)
- Daremna skarga, walc-boston na fortepian solo (1924)
- Bagatelle na fortepian solo (1924)
- Preludium fis-moll na fortepian solo (1924)
- A na środku pola na głos i fortepian (1924)
- Przytul się do mnie na głos i fortepian (1924)
- Rozlegnijże się na głos i fortepian (1924)
- Wiśniowy sad na głos i fortepian (1924)
- Nocleg w Apeninach, operetka (1924)
- Jesienne preludium na chór żeński i orkiestrę (1925)
- Dwie pieśni na głos i fortepian (1925)
- I szliśmy razem na głos i fortepian (1925)
- Piosnki niewyśpiewane na głos i fortepian (1925)
- Przy kolebce na głos i fortepian (1925)
- Trzy pieśni na głos i fortepian (1925)
- Do stareńkiej chaty na głos i fortepian (1926)
- Idą za Tobą moje oczy na głos i fortepian (1926)
- Mogilna wierzba na głos i fortepian (1926)
- O czem ci się śni dziewczyno na głos i fortepian (1926)
- Pastuszek na głos i fortepian (1926)
- Drobny deszcz pada na głos i fortepian (1927)
- Grenada na głos i fortepian (1927)
- Jak fala na głos i fortepian (1927)
- Serenada na głos i fortepian (1927)
- Za późno, opera dziecięca (1927)
- Modlitwa ziemi na głos solowy, chór mieszany i orkiestrę (1929)
- Trzy preludia na głosy solowe, chór mieszany i orkiestrę (1929)
- Zawiedziona, poemat ludowy (1930)
- Gdy idę sobie lasem na głos i fortepian (1931)
- Łan żyta na głos i fortepian (1931)
- Cisza na głos i fortepian (1932)
- Fontanna na głos i fortepian (1932)
- Marzenie na głos i fortepian (1932)
- O lesie na głos i fortepian (1932)
- Śnieg na głos i fortepian (1932)
- Dwie myszki na czterogłosowy chór mieszany a cappella (1936)
- Dożynki na chór a cappella (1936)
- Promenade na fortepian solo (1939)
- Niechaj się wola Twoja stanie na chór mieszany a cappella (1940)
- Chciałbym przecudna dziewczyno na głos i fortepian (1941)
- Przesłodkie jest serce Jezusa na chór mieszany a cappella (1941)
- Niech cały świat, pieśń wielkanocna na chór mieszany (1941)
- Niechaj wieść idzie na chór męski i fortepian (orkiestrę) lub chór a cappella (1947)
- Polonez uroczysty na chór mieszany i fortepian (1953)
- Karolinka na chór a cappella (1955)
- Suita wiejska na chór a cappella (1960)
- Piosenka dożynkowa na chór mieszany i kapelę (lub fortepian) (1962)
- Młodość na chór a cappella (1962)
- Smutek wokaliza na chór a cappella (1965)
- Na skrzydłach, walc na orkiestrę (1966)[2]